# Salonorchester Erfurt

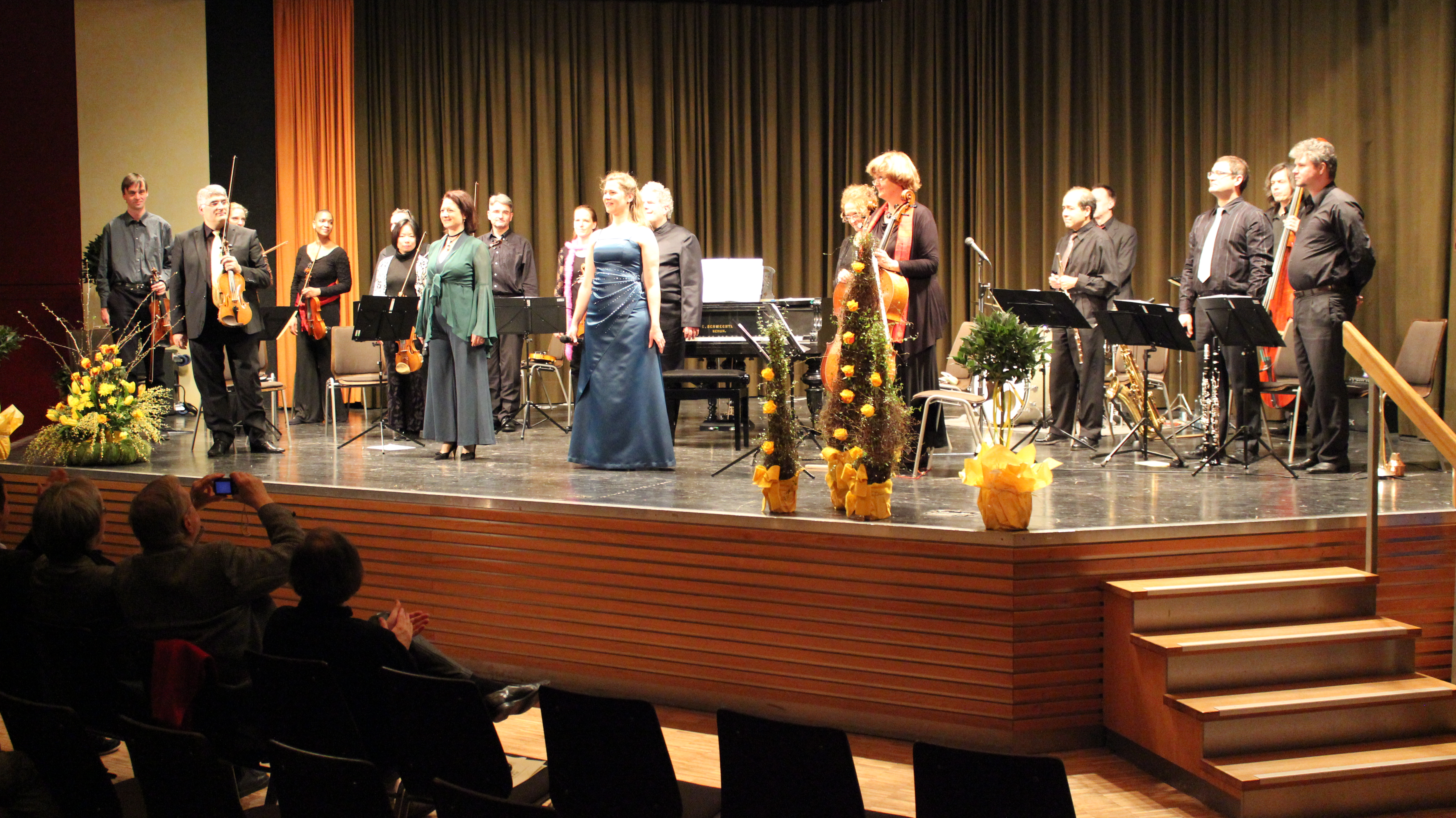
Das Orchester beim Neujahrskonzert in Warburg 2013

Das Salonorchester Erfurt ist ein am 4. Oktober 2009 gegründetes Unterhaltungsorchester mit Sitz in Erfurt. Träger ist der Kammermusikverein Erfurt.

## Geschichte
Die Gründung des Orchesters erfolgte durch einen von Elmar Nolte verfassten Zeitungsaufruf, der u. a. am 2. Oktober 2009 in der Thüringer Allgemeinen erschien. Zielsetzung war zunächst, dass interessierte Profis und Laien sich zum gemeinsamen Musizieren von Unterhaltungsmusik zusammenfinden, wobei der Streicherklang im Vordergrund stehen sollte. Erste Konzerte fanden am 4. Oktober und 14. Dezember 2009 im Café Ilvers in Erfurter Ortsteil Ilversgehofen statt. Träger des Orchesters war zunächst der Verein Kultur im Norden von Erfurt e.V. Die Übernahme des Orchesters durch den einige Wochen später gegründeten Kammermusikverein Erfurt, die musikalischen Leitung durch den Geiger Roland Rohde und die Cellistin Claudia Schwarze-Nolte und die Aufnahme weiterer Mitglieder des Philharmonischen Orchesters Erfurt führten allmählich zu einer Professionalisierung des Orchesters.
Es folgten regelmäßige Engagements unter anderem im Erfurter Café Nerly, beim Kunstfest Tiefthal, beim Erfurter Salonorchesterfestival 2010, bei den sommerlichen Klassiknächten des Erfurter Zooparks, bei der Fête de la Musique und bei den jährlichen Neujahrskonzerten des Kammermusikvereins im Erfurter Rathaus und in Warburg. Hinzu kamen erfolgreiche Gastspiele auch in anderen Bundesländern. Besondere Beachtung fand u. a. ein in Zusammenarbeit mit der Gedenkstätte Buchenwald entstandenes Gesprächskonzert des Orchesters mit Liedern des Schriftstellern und Librettisten Fritz Löhner-Beda im Herbst 2012 zu dessen 70. Todestag, das mehrfach an anderen Orten wiederholt wurde.
Seit Oktober 2014 spielt eine kleine Besetzung des Salonorchesters regelmäßig zum Tanztee im Foyer des Theaters Erfurt.

## Profil
Das umfangreiche Repertoire umfasst populäre Klassik, Salon- und Charakterstücke des 19. Jahrhunderts, Walzer, Polkas, Märsche, Ragtimes, Tangos, Swing und Filmmusik von Komponisten wie Jacques Offenbach, Johann Strauß, Julius Fučík, Franz Lehár, Scott Joplin, Paul Lincke, Fritz Kreisler, Heitor Villa-Lobos, Carlos Gardel, Cole Porter, Theo Mackeben, George Gershwin, Gerhard Winkler, Leroy Anderson, Astor Piazzolla und Henry Mancini.
Je nach Anlass und Raumgröße ist die Größe des Ensembles variabel und reicht vom Klaviertrio über Streichquartett bis hin zum Orchester mit mehrfach besetzten Streicherstimmen, vollständiger Rhythmusgruppe und Holzbläsern. Zu den Gast-Solisten des Orchesters gehörten die Pianisten Myron Romanul und Francesco Bottigliero und Sängerinnen und Sänger wie Julia Neumann, Susanne Rath, Saya Lee, Peter Umstadt, Klaus Damm und andere.